# Eric F. Wieschaus
Eric Frank Wieschaus (rođen 8. lipnja, 1947.) je američki biolog koji je 1995.g. podijelio Nobelovu nagradu za fiziologiju ili medicinu s Edward B. Lewisom i Christiane Nüsslein-Volhard za njihov rad na otkriću genetičke kontrole embrionalnog razvoja.
Rođen je u gradu South Band, Indiana, a školovao se na sveučilištima Notre Dame i Yale.
Veliki dio vremena provedenog u istraživanju, Wieschaus se je fokusirao na embriogenezu vinske mušice (lat. Drosophila melanogaster), posebno na događaje u fazi ranog embrija. Najveći dio genskih proizvoda koje koristi embrij u toj fazi razvoja, dolazi iz neoplođenog jajašca i proizveden je transkrpicijom još u ženskoj spolnoj stanici tijekom oogeneze. Mali dio genetskih proizvoda nastaje transkripcijom u samom embriju. Njegovo istraživanje usmjerilo se na gene koji su aktivni u zigoti, zato što je vjerovao da vremenski i prostorni raspored njihove transkripicije kontrolira normalne faze embrionalnog razvoja. 
Pomoću Drosophile, Christiane Nüsslein-Volhard i Eric Wieschaus su uspjeli identificirati i klasificirati mali broj gena koji su od ključne važnosti u određivanju osovine tijela i oblikovanja dijelova tijela tijekom embriogeneze.

## Vanjske poveznice
- Nobelova nagrada - autobiografija (engl.)